# Deborah S. Jin
Deborah S. Jin (Stanford, Califòrnia, 15 de novembre de 1968 - Boulder, Colorado, 15 de setembre de 2016) fou una física nord-americana d'origen asiàtic. Es va graduar el 1990 en la Universitat de Princeton i va doctorar física el 1995 per la Universitat de Chicago. És considerada una pionera en química quàntica molecular polar.
Entre 1995 i 1997 va treballar amb Eric Cornell i Carl Wieman (guanyadors del Premi Nobel de Física el 2001) i va participar en alguns dels primers estudis sobre gas diluït de condensats de Bose-Einstein. El 2003, l'equip de Jin va realitzar el primer condensat fermiònic, una nova forma de matèria.
Va rebre molts reconeixements per les seves contribucions a la física. Abans de la seva prematura mort, va ser esmentada amb freqüència com una forta candidata al Premi Nobel de Física. El 2002 la revista Discover la va coronar com una de les cinquanta científiques més influents.

## Biografia i formació
Jin va néixer a Santa Clara County, Califòrnia, en una família de tres fills. Va créixer a Indian Harbour Beach, Florida. Els seus pares eren també físics.
Jin va estudiar física a la Universitat de Princeton, i va graduar com a Bachelor of Arts el 1990. Va doctorar a la Universitat de Chicago el 1995 sota la tutoria de Thomas Felix Rosenbaum.

## Trajectòria científica i contribucions
El 1995 Jin va obtenir el doctorat per la Universitat de Chicago amb la tesi Experimental Study of Phase Diagrams of Heavy Fermion Superconductors with Multiple Transitions («Estudi experimental de diagrames de fase de supreconductors fermiònics pesats amb múltiples transicions»). Posteriorment es va unir al grup d'Eric Cornell a l'Institut Conjunt d'Astrofísica de Laboratori a Boulder a l'estat de Colorado, com a investigadora postdoctoral, poc després que havien fet el primer condensat de Bose-Einstein (BEC) de rubidi. Amb el canvi de matèria condensada a física atòmica, Jin va haver d'aprendre un nou conjunt de tècniques experimentals.
El 1997 Jin va formar el seu propi grup de recerca al Joint Institute for Laboratory Astrophysics (Jila). En dos anys va desenvolupar el primer gas degenerat quàntic d'àtoms fermiònics. Aquest estudi va ser motivat per investigacions prèvies sobre condensats de Bose-Einstein i la capacitat de refredar un gas diluït d'àtoms fins a 1 μK. Les febles interaccions entre les partícules d'un condensat de Bose-Einstein van donar lloc a conclusions interessants. Va formular la hipòtesi que els àtoms fermiònics formarien estats anàlegs a temperatures prou baixes, amb fermions emparellats en un fenomen similar a la creació de parells Cooper en materials superconductors.
El treball es va complicar pel fet que, a diferència dels bosons, els fermions no poden ocupar el mateix estat quàntic alhora, a causa del principi d'exclusió de Pauli, i per tan són limitats pel que fa als mecanismes de refredament. Una tècnica important utilitzada per a arribar a una temperatura prou baixa com per crear els primers BEC, no és efectiva amb fermions. Per eludir aquest problema, Jin i el seu equip van refredar àtoms de potassi 40 en dos subnivells magnètics diferents. Això va permetre que els àtoms de diferents subnivells xoquessin entre si, restaurant l'eficàcia del refredament per evaporació. Amb aquesta tècnica, Jin i el seu grup van poder produir un gas Fermi degenerat a una temperatura d'aproximadament 300 nK, o la meitat de la temperatura Fermi de la mescla.
El 2003, Jin i el seu equip van ser els primers a condensar parells d'àtoms fermiónicos. Van poder observar directament un condensat molecular de Bose-Einstein creat únicament ajustant la força d'interacció en un gas de Fermi ultrafred usant la ressonància de Feshbach. Jin va observar les transicions de gas entre un estat de Bardeen-Cooper-Schrieffer (BCS) i el condensat de Bose-Einstein.
El 2008, Jin i el seu equip van desenvolupar una tècnica anàloga a l'espectroscòpia de fotoemissió resolta en angle, que va permetre mesurar les excitacions d'un gas degenerat amb resolució d'energia i impuls. Van utilitzar aquest enfocament per estudiar la naturalesa de l'aparellament de fermions a través del crossover BCS-BEC, el mateix sistema que el seu grup havia explorat per primera vegada l'any 2003. Aquests experiments van proporcionar la primera evidència experimental d'una pseudo bretxa d'energia a l'encreuament BCS-BEC.
Jin va continuar expandint els límits de la ciència ultrafreda. Ella i el seu company, Jun Ye, van reeixir refredar molècules polars que posseeixen un gran moment dipolar elèctric a temperatures ultrafredes, també el 2008. En lloc de refredar directament les molècules polars, van crear un gas ultrafred d'àtoms que van transformar en molècules dipolars de manera coherent. Aquest treball va conduir a noves idees sobre les reaccions químiques prop del zero absolut. Van poder observar i controlar les molècules de potassi-rubidi (KRB) en l'estat d'energia més baix (estat estacionari). Fins i tot van poder observar molècules en col·lisió, trencant-se i formant enllaços químics. El marit de Jin, John Bohn, que es va especialitzar en la teoria de col·lisions atòmiques ultrafredes, va col·laborar amb ella en aquest treball.

## Distincions i guardons
Jin va ser membre electa de l'Acadèmia Nacional de Ciències (2005) i membre de l' Acadèmia Americana de les Arts i les Ciències (2007). Va guanyar diversos premis de prestigi, com ara:
- 2001, premi NIST Samuel W. Stratton
- 2000, Premi presidencial a la carrera inicial en ciència i enginyeria
- 2002, premi Maria Goeppert-Mayer
- 2002, Premi de l'Acadèmia Nacional de Ciències a les Iniciatives en Recerca
- 2003, la «Genius Grant» de les Beques MacArthur
- 2003, premi Arthur S. Flemming (categoria científica)
- 2004, Medalla Service to America: Science and the Environment
- 2004, Scientific American's "Líder d'Investigació de l'any"
- 2005, American Physical Society, II Premi Rabi
- 2006, Premi de la Fundació Bonfils-Stanton en ciència i medicina
- 2008, Medalla Benjamin Franklin en física
- 2009, Sigma XI, Premi William Proctor a la realització científica
- 2011, Medalla d’Or, NIST, Departament de Comerç
- 2013, Premi L'Oréal-UNESCO per a les dones en ciència per a Amèrica del Nord
- 2014, Medalla Isaac Newton de l’Institut de Física
- 2014, premi Comstock de física, "per un descobriment o investigació innovador recent en electricitat, magnetisme o energia radiant".
- 2014, "Ments científiques més influents del 2014", amb Jun Ye, publicat a Thomson Reuters

Després del seu traspàs, la American Physical Society va canviar el nom del seu prestigiós premi DAMOP per a estudiants de postgrau a Premi Deborah Jin per reconèixer el seu impacte en el camp de la física atòmica, molecular i òptica.